# 王小慧
王小慧（1957年—），是一位旅居德国的华人摄影艺术家。

## 生平
1957年出生于天津一个教师家族，母亲是天津音乐学院教师，1986年毕业于同济大学建筑系，1987年获得奖学金留学德国，1991年毕业于慕尼黑工业大学建筑系。1990年至1992年在慕尼黑电影学院导演系学习。1992年在慕尼黑电影节遇见奥黛丽·赫本，并拍摄了一组她生前最后半年的照片。1996年开始成为自由摄影艺术家，2003年成为同济大学，南开大学客座教授。2003年在上海同济大学成立王小慧艺术中心，聚焦新媒体艺术。2013年9月在苏州平江路成立王小慧艺术馆。目前生活在慕尼黑和上海两地。

## 家庭
丈夫俞霖也是同济大学，两人共赴德国留学，1991年10月31日在德国通往捷克布拉格路上因车祸去世。